# 難波宮

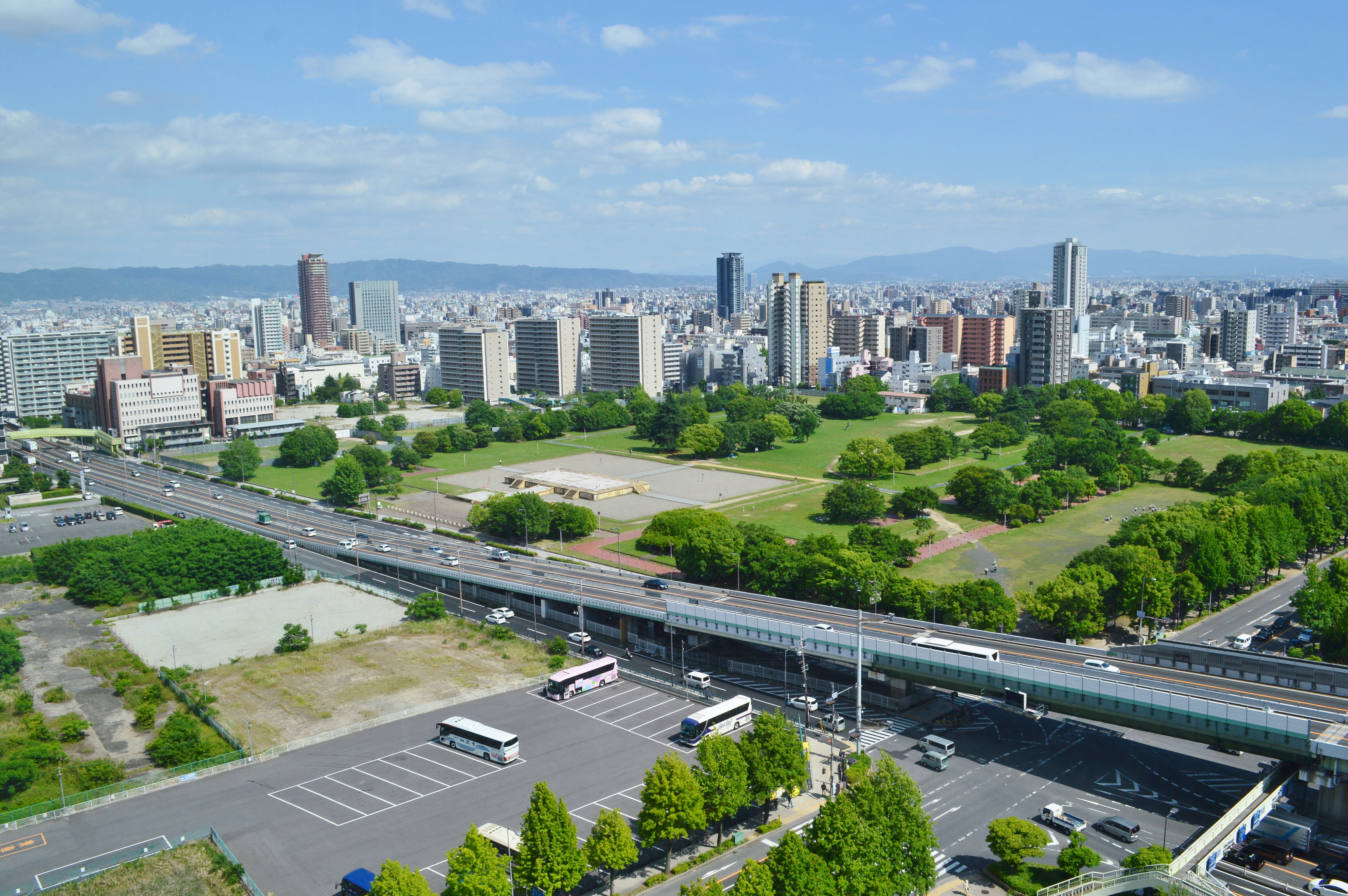
難波宮史跡公園（大阪市）
復元された大極殿基壇とその手前に八角殿を模した構造物が見える。

難波宮（なにわのみや）は、現在の大阪市中央区法円坂付近に造営された古代の宮。
天皇の住まい、政治、儀式の場をはっきりした構造は難波宮が最初であり後の宮にも採用された。また、難波宮から日本という国号、元号の使用が始まったとされ、孝徳天皇は改新の詔を発しその第2条で初修京師として難波宮を日本初の首都とした。跡地は国の史跡に指定されている（指定名称は「難波宮跡 附 法円坂遺跡」）。
古墳時代、上町台地の先端付近、大王（おおきみ）と呼称された倭国の首長で河内王朝の始祖である仁徳天皇の難波高津宮も難波宮が造られた法円坂付近にあったとする説が最も有力視されている一方、応神天皇の難波大隅宮は現在の大阪市東淀川区大桐（大隅神社）、欽明天皇の難波祝津宮は兵庫県尼崎市東難波町（難波八幡神社）が比定地とされている。

## 概要
難波宮の存在は史書（『日本書紀』）には載っていたが、第二次世界大戦が終わるまでは所在地は不明なままであった。
1913年（大正2年）、大阪城外堀南の法円坂で、奈良時代のものと見られる数個の重圏文（じゅうけんもん）・蓮華文軒丸瓦（れんげもんのきまるがわら）が発見されていたが、ほとんどの人は省みず、山根徳太郎は注目したが、大日本帝国陸軍が一帯を用地接収していたため、調査自体が不可能だった。1945年（昭和20年）、日本の降伏によって法円坂が陸軍用地から開放され、このとき初めて学術調査の機会が訪れた。
そこで、山根を指導者とする難波宮址顕彰会が何度か予備調査を行い、1953年（昭和28年）同所付近から鴟尾（しび）を発見した。このことをきっかけに、1954年（昭和29年）2月から山根らは第一次発掘を開始。しかし、大阪の都心部でビルや道路建設の合間を縫っての発掘・調査は困難を極め、初期の数次の調査では、難波宮の跡なのかどうかがはっきりせず、学会はこれを「山根の宮だ」などと冷笑した。
しかし山根らの努力によって、奈良時代の宮の遺構が次第に明らかになり、1957年（昭和32年）南北に続く回廊跡（後期）が見つかった。そればかりでなく、翌1958年（昭和33年）には奈良時代より古いとみられる柱列跡が検出され、その柱穴に焦土が詰まっており、火災の跡であることが明らかになった。つまり、朱鳥元年（686年）正月「難波宮室が全焼した」という『日本書紀』の記録から、孝徳朝の宮室が焼失したものと推定でき、その後に天武朝の宮室が建造されたのだと考えられるようになった。1960年（昭和35年）、これが回廊であることを確認。これを前期難波宮という。
1961年（昭和36年）、山根らの発掘により、聖武天皇時代の大極殿跡が発見され、その存在が確認された。これを後期難波宮という。山根は発見当時「われ、幻の大極殿を見たり」という言葉を残した。

## 前期難波宮

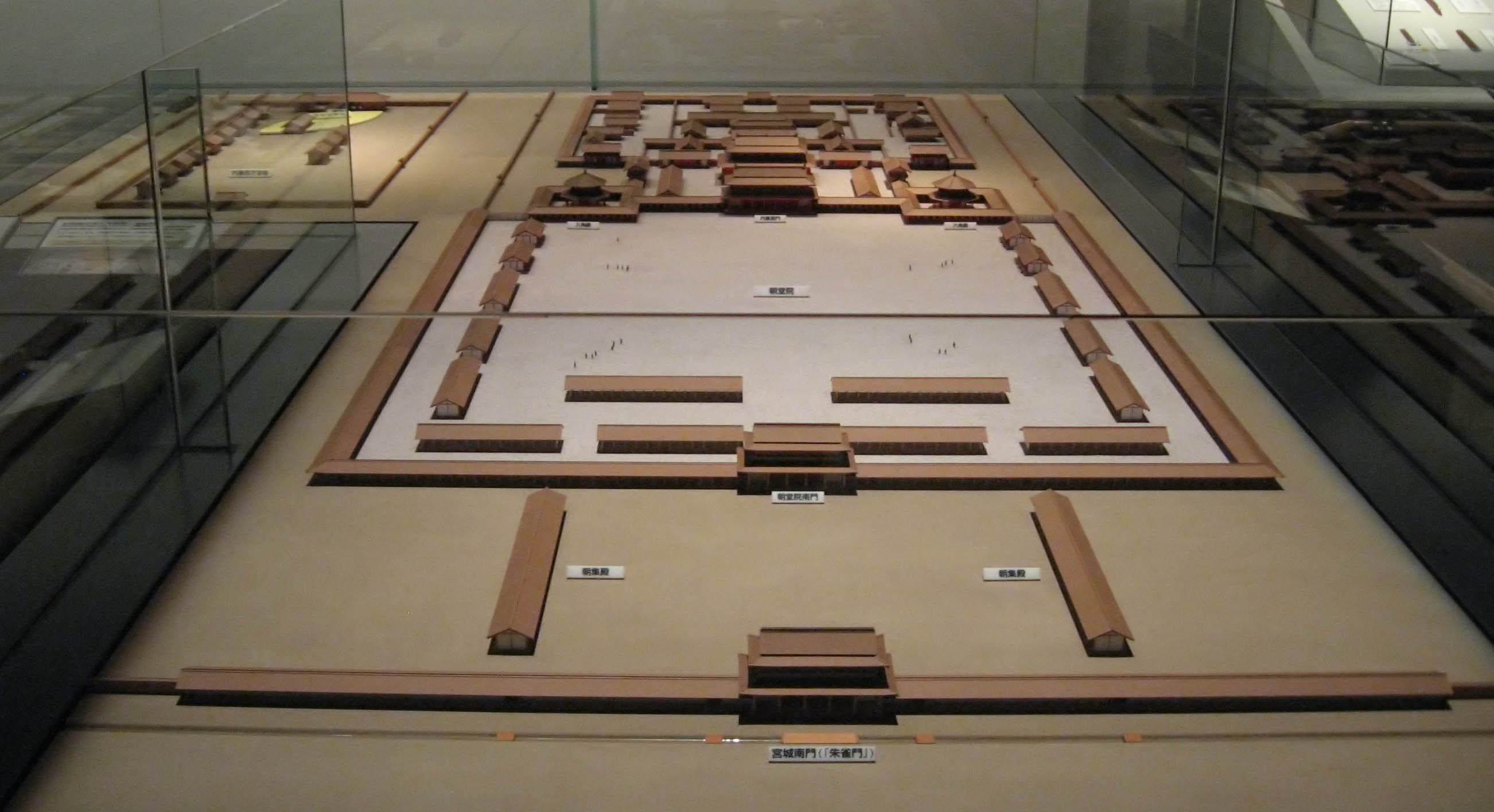
前期難波宮模型（大阪歴史博物館）

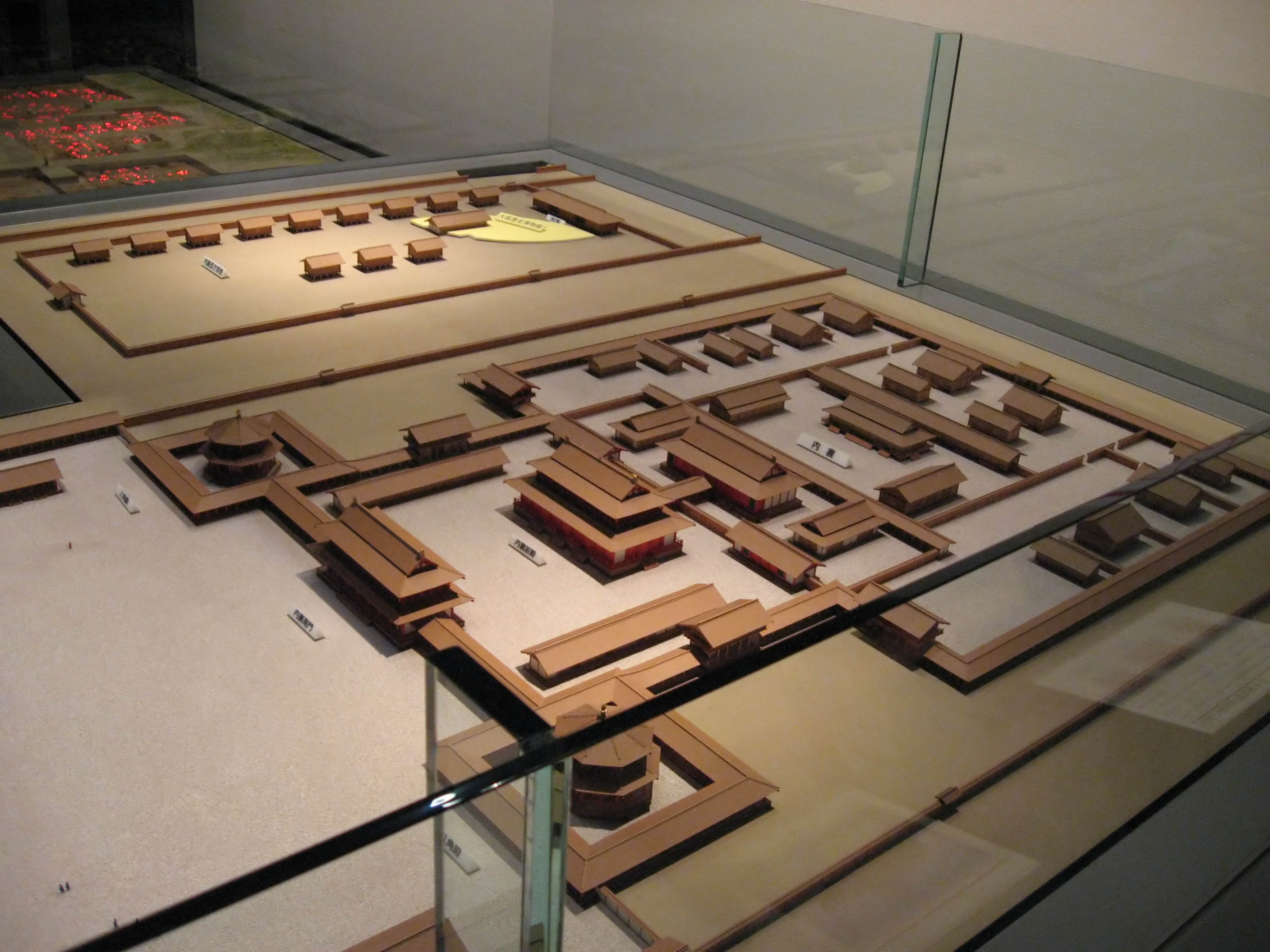
前期難波宮模型
朝堂院の北に内裏が隣接する

乙巳の変（大化元年〈645年〉）ののち、孝徳天皇は難波（難波長柄豊崎宮）に遷都し、宮殿は白雉3年（652年）に完成した。この宮は建物がすべて掘立柱建物から成り、草葺屋根であった。『日本書紀』には「その宮殿の状、殫（ことごとくに）諭（い）ふべからず」と記されている。
孝徳天皇を残し飛鳥（現在の奈良県）に戻っていた皇祖母尊（皇極天皇）は、天皇が没した後、斉明天皇元年1月3日（655年2月14日）に飛鳥板蓋宮で再び即位（重祚）し斉明天皇となった（『日本書紀』巻第廿六による）。
天武天皇12年（683年）には天武天皇が複都制の詔により、飛鳥とともに難波を都としたが、朱鳥元年（686年）正月に難波の宮室が全焼してしまった。
建築物の概要
回廊と門で守られた北側の区画は東西185メートル、南北200メートル以上の天皇の住む内裏。その南に当時としては最大級の東西約36メール・南北約19メートルの前殿、ひとまわり小さな後殿が廊下で結ばれている。前殿が正殿である。内裏南門の左右に八角形の楼閣状の建物が見つかった。これは、難波宮の荘厳さを示す建物である。
宮殿の中軸線上に三つの門が発見されている。北から内裏の南門、次に朝堂院の南門、宮城の南面中央の門（朱雀門）。内裏南門は東西32.7メートル、南北12.2メートル。日本の歴代宮殿の中でも最大級の規模である。この門は、木製基壇の上に立っている。木製基壇の上に立つ建物は、内裏前殿や八角殿等の中枢部の建物に限られている。朝堂院南門や南面中央門（朱雀門）の平面規模は東西が23.5メートル、南北は8.8メートル。柱は直径約60～80センチという太い柱が使われていた。
天皇の住まい（内裏）と、政治・儀式の場（朝堂院）をはっきりと分離した構造は、前期難波宮が最初であり、後の宮（藤原宮・平城宮・平安宮など）にも採用された。朝堂院の広さは南北262.8メートル、東西233.6メートルである。その中に東西に7棟ずつ、左右対称に14の朝堂が並んでいる。北から東西とも第一堂、第二堂と順に名付ける。第一堂は南北（桁裄）16.1メートル、東西（梁間）7.9メートルで、第二堂は南北20.5メートル、東西7.0メートルであり、木製基壇の上に立つ。第三・四・五堂と第七堂（南北に並ぶ東西棟二棟の内の南側）は桁裄35.0メートル、梁間5.8メートルである。このように朝堂院の規模が違うのは、着座する人たちの位によって朝堂に格式に差があったことが分かる。14の朝堂が見つかっている。後の宮では12である。
これらの内裏と朝堂院の外側（まわり）に役所（官衙）が存在した。
なお、条坊制の存否については議論があるが、採用されていれば日本最古のものとなる。

## 後期難波宮

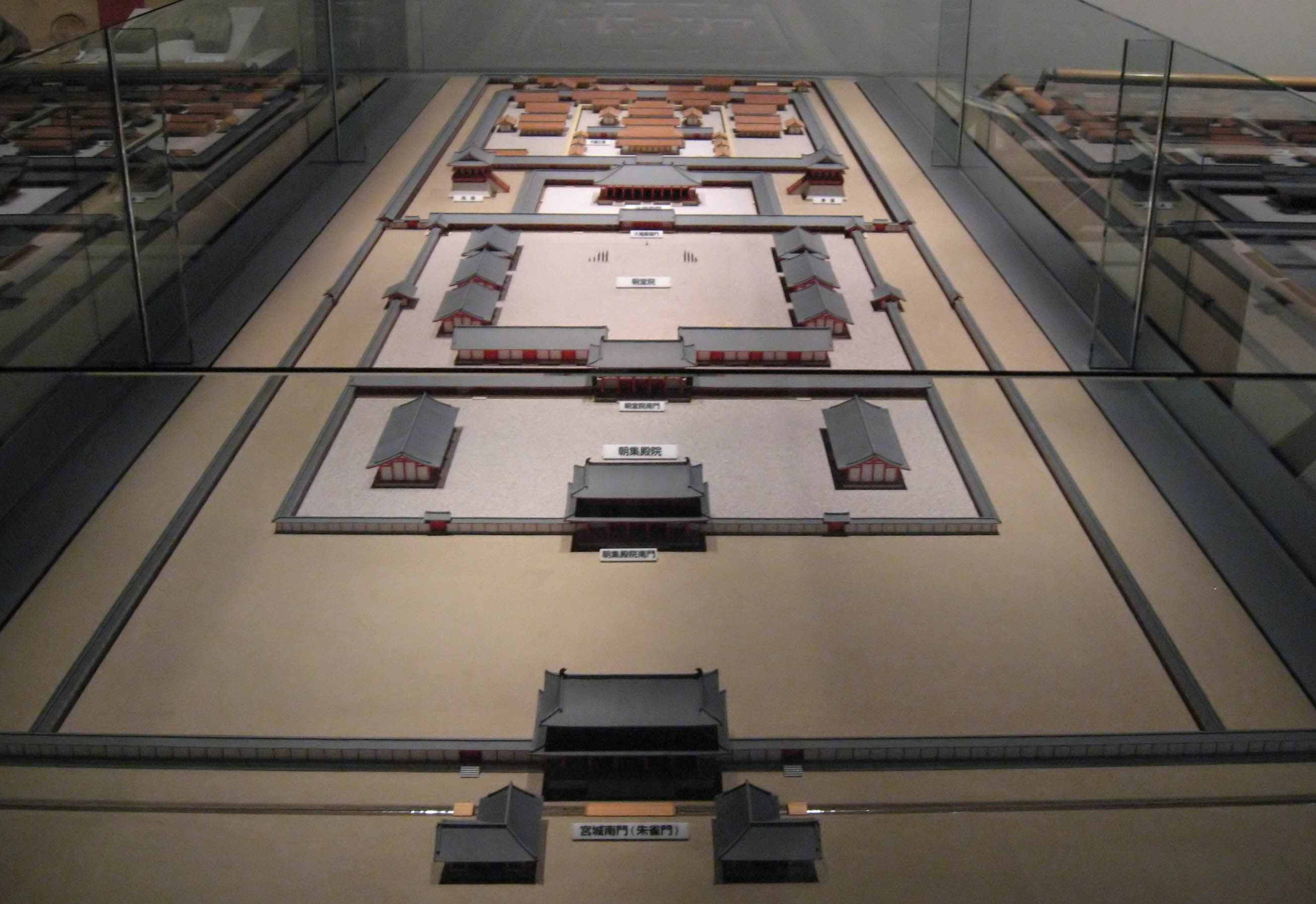
後期難波宮模型（大阪歴史博物館）

奈良時代の神亀3年（726年）に聖武天皇が藤原宇合を知造難波宮事に任命して難波京の造営に着手させ、平城京の副都とした。中国の技法である礎石建、瓦葺屋根の宮殿が造られた。
その後、聖武天皇は平城京から恭仁京へ遷都を行っているが、天平16年（744年）に入ると難波京への再遷都を考えるようになる。この年の閏1月11日、聖武天皇は行幸を名目に難波宮に入り、2月26日に難波京への遷都の詔が正式に発表された。もっとも、その2日前に聖武天皇は再々遷都を視野に入れて紫香楽宮に行幸しており、難波宮には元正上皇と左大臣橘諸兄が残された。このため、聖武天皇と元正上皇との間の政治的対立を想定する説や難波遷都は紫香楽宮の都城設備が完成するまでの一時的な措置であったとする説もある。
最終的に翌天平17年1月1日（745年2月6日）、難波京から紫香楽宮へ遷都が正式に発表された。難波遷都も紫香楽遷都も聖武天皇の意向であったと考えられ、短期間での方針変更が混乱を招いたと言えよう。
延暦3年（784年）、桓武天皇により長岡京に遷都された際、大極殿などの建物が長岡京に移築された。

## 史跡難波宮跡
現在、難波宮の跡地の一部は難波宮跡公園として整備されている。
難波宮の遺跡は現在の馬場町・法円坂・大手前4丁目付辺に及んでおり、大阪歴史博物館やNHK大阪放送会館の複合施設がある一角も難波宮の跡である。大阪歴史博物館の地下1階では、地下遺跡の様子を見学することができる。同博物館前にある茅葺きの高床倉庫は、法円坂遺跡で見つかった5世紀（古墳時代）の巨大高床倉庫群のうち1棟を復元したものである。難波宮以前から重要な交通拠点となっていた難波津の遺構である。
難波宮跡公園の場所は、明治4年（1871年）以降に兵部省（のち陸軍省）の管轄地となり、1945年（昭和20年）の敗戦時には歩兵第8連隊が置かれていた。占領軍の接収解除後すぐに鴟尾が発見されたこともあり、開発の手から免れ広大な敷地の確保が可能となった。
難波宮跡公園の北側を東西に通る府道高速大阪東大阪線（阪神高速道路東大阪線）は、ほぼ全線が高架構造にもかかわらず、難波宮跡付近の部分だけ平面となっている。これは、建設に先立つ事前協議の結果、難波宮跡の遺構の保存と難波宮跡公園から大坂城跡への景観を確保するために「平面案」が採用された為である。しかし、この突如として現れる急な勾配区間のために、事故や渋滞の原因となることも多い。なお、平面部分の道路の基礎は、難波宮跡中心部の遺構を破壊しないよう地下に杭を打ち込まないような特殊な構造となっており、また橋脚の間隔も一本当たりにかかる重量を分散させる目的も兼ねて通常30メートル開けるところを、この区間は10メートル間隔で橋脚を設置している。
1985年に大阪市が、北接する大阪城公園と難波宮跡公園を一体化した「歴史公園構想」を発表。その一環として、馬場町にあったNHK大阪放送会館が上町筋を挟んだ大手前4丁目の大阪市中央体育館跡地に移転するなどしたが、この2つの公園の一体化構想は進展していない。
2004年（平成16年）から、四天王寺ワッソ（11月開催）のメイン会場となっている。
2006年（平成18年）には、万葉仮名で書かれたものとしては、最古とされる7世紀中ごろの木簡が出土している。木簡は長さ18.5センチ、幅2.7センチで、片面に墨で「皮留久佐乃皮斯米之刀斯」と書かれており、「はるくさ（春草）のはじめのとし」と読むとみられている。一緒に出土した土器や土層の状況から前期・難波宮の完成前後のものと考えられ、万葉仮名は天武・持統朝（672年-697年）に成立したと考える説に再考を促す発見であった。
平成28年、後期難波宮の朝堂院の西側から４棟の建物の基礎跡が発掘された。

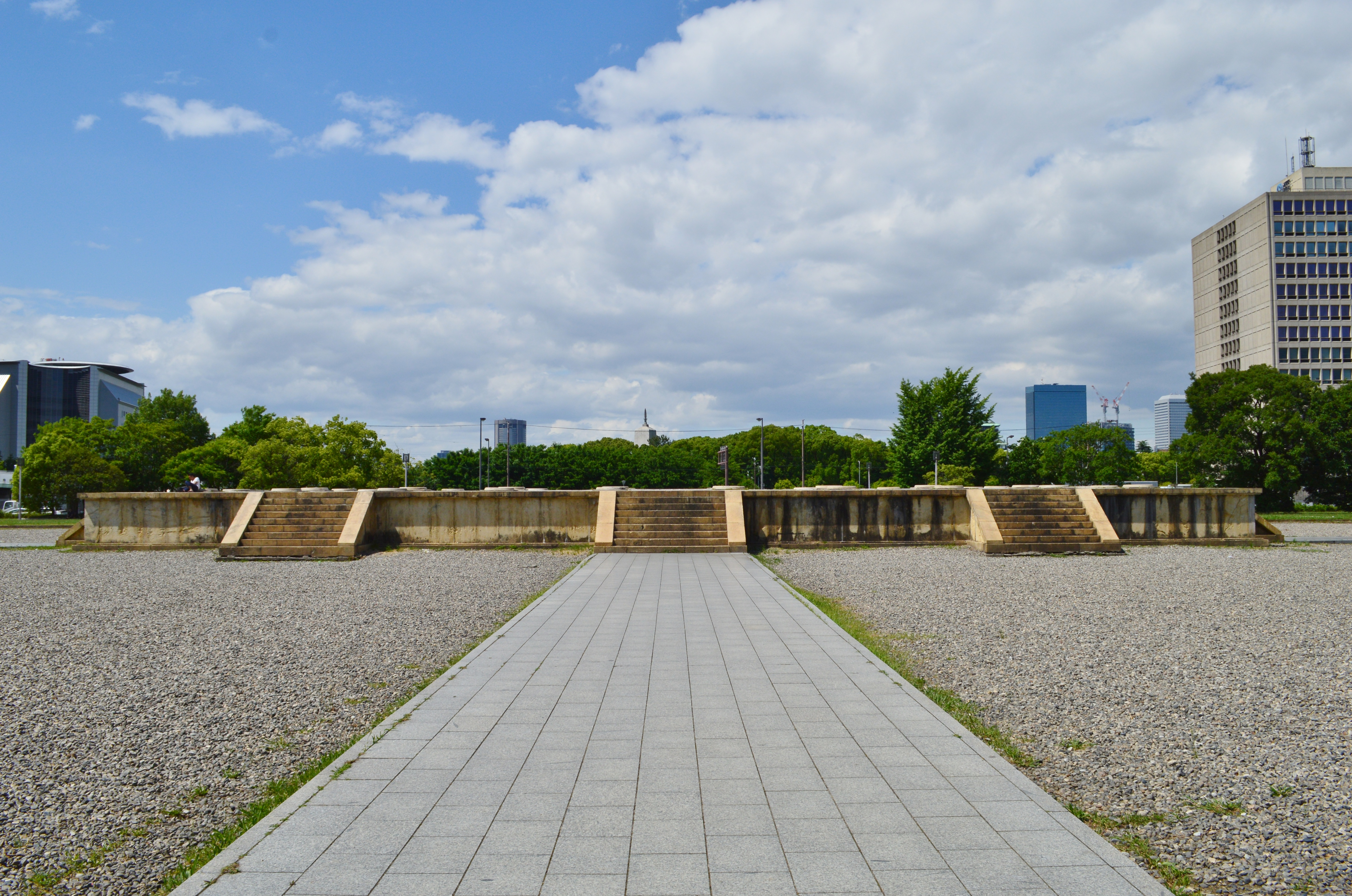
大極殿正殿跡
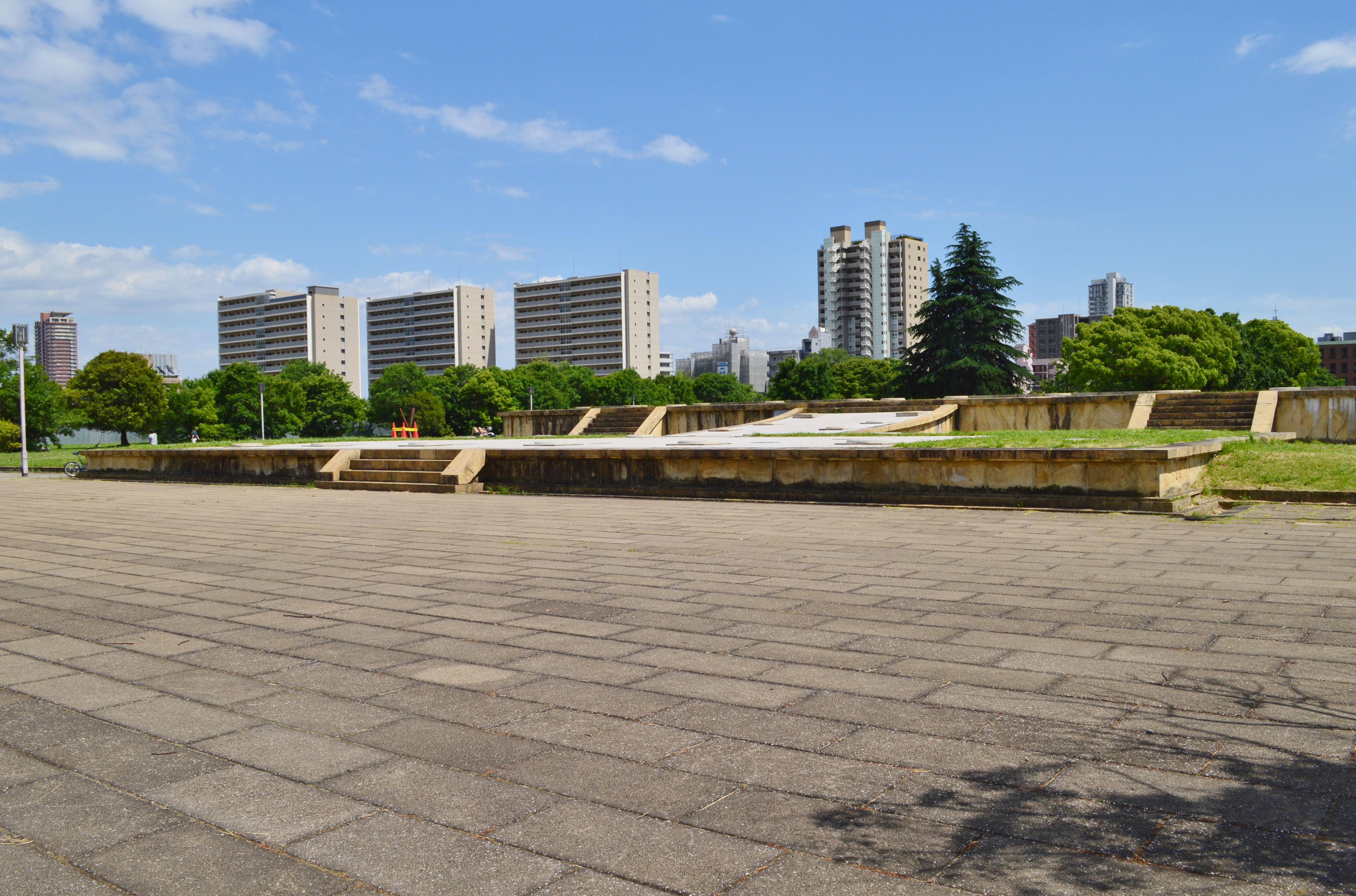
大極殿後殿跡
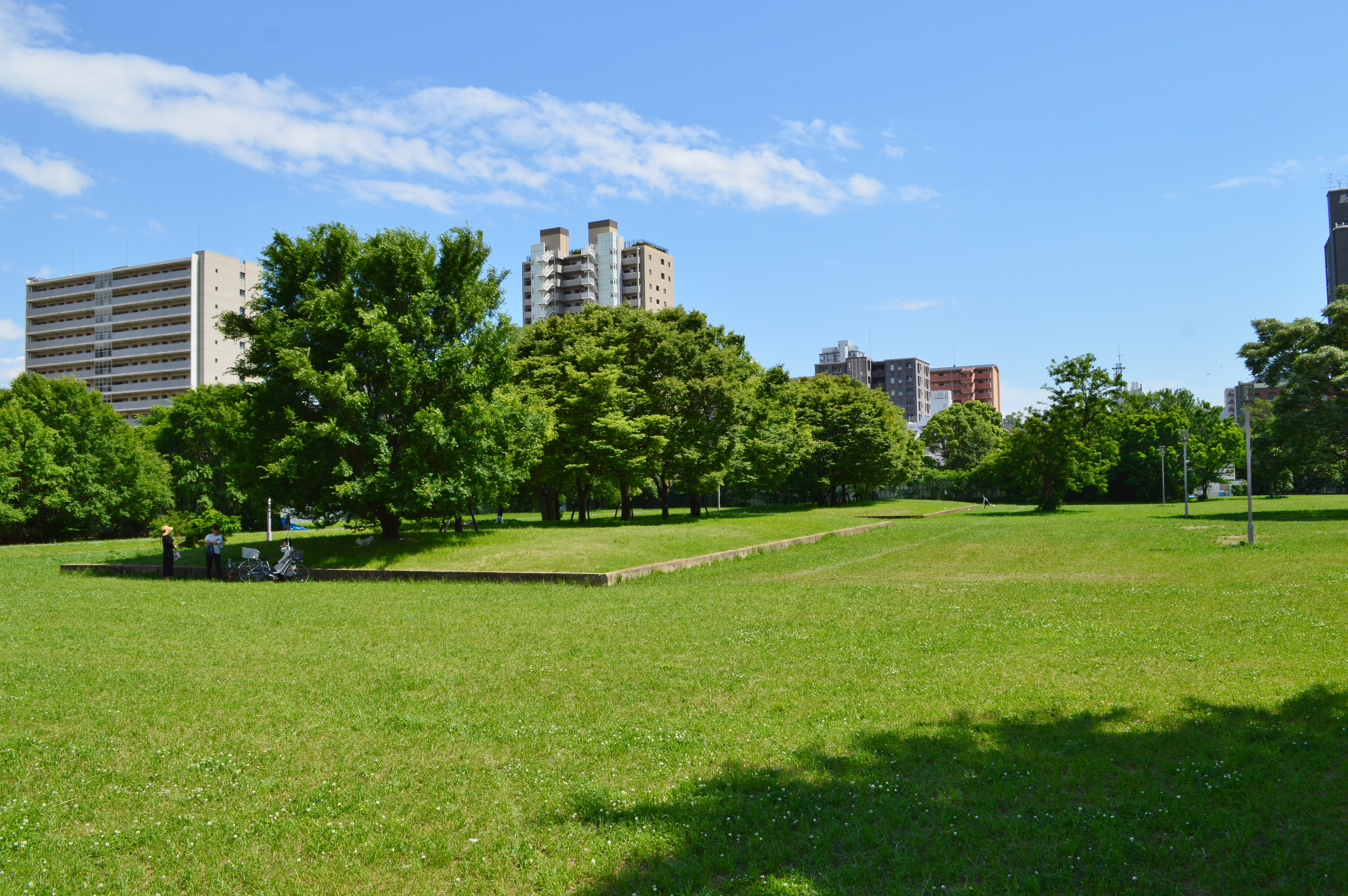
朝堂院東堂跡
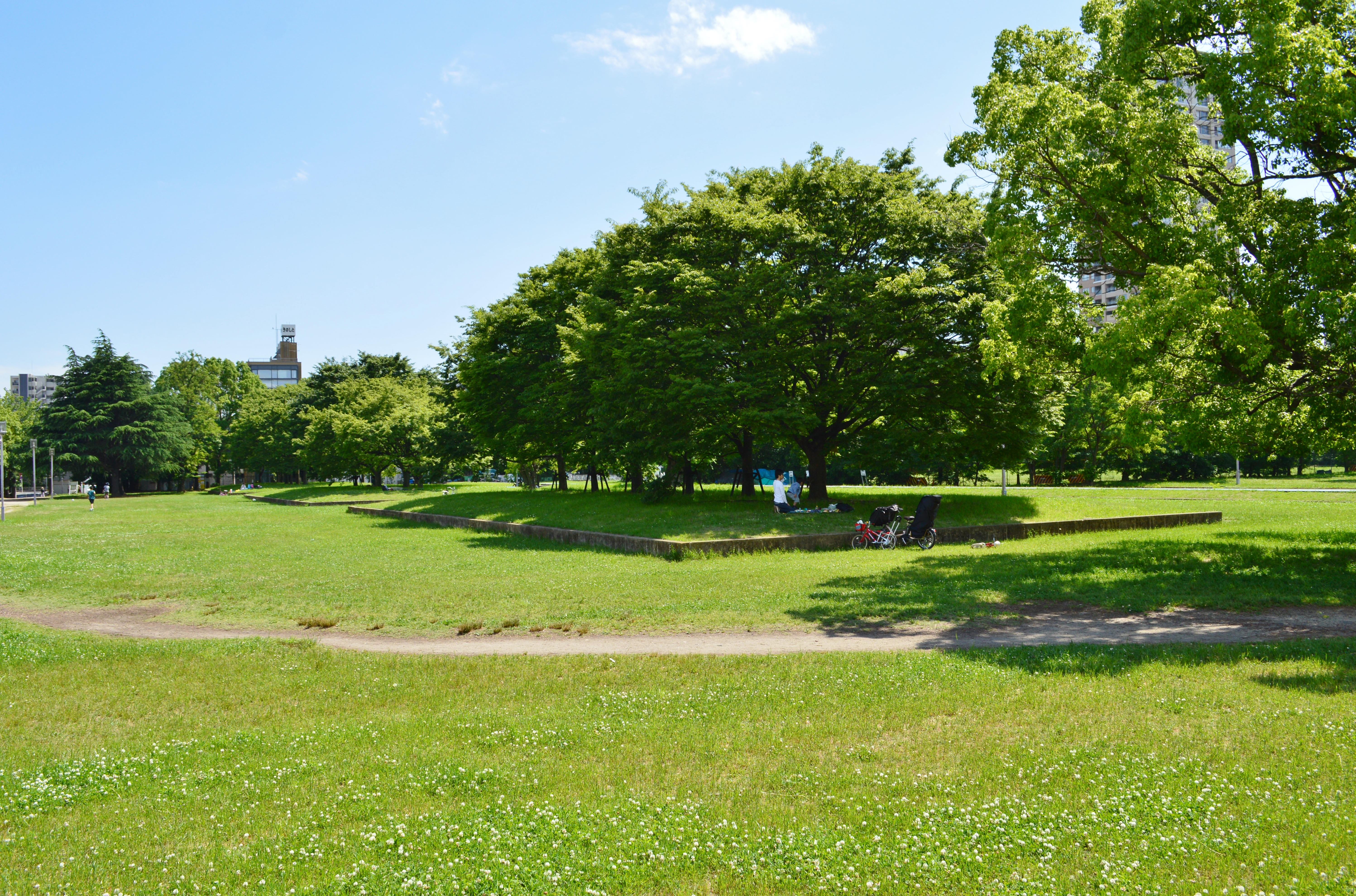
朝堂院西堂跡

## 文化財

### 国の史跡
- 難波宮跡 附 法円坂遺跡
  - 1964年（昭和39年）5月2日指定。
  - 1976年（昭和51年）3月31日、1986年（昭和61年）8月4日に史跡範囲の追加指定。
  - 2001年（平成13年）1月29日に法円坂遺跡の範囲の追加指定と指定名称を「難波宮跡 附 法円坂遺跡」に変更。
  - 2005年（平成17年）3月2日、2007年（平成19年）7月26日、2013年（平成25年）3月27日に史跡範囲の追加指定[13]。

### 大阪府指定文化財
- 有形文化財
  - 難波宮跡出土木簡 附 土器・土製品 33点（考古資料） - 公益財団法人大阪府文化財センター中部調査事務所保管。2012年（平成24年）3月15日指定[14]。
    - 附指定：土師器 23点
    - 附指定：須恵器 48点
    - 附指定：土馬 1点

### 大阪市指定文化財
- 有形文化財
  - 難波宮跡出土蓮華文軒丸瓦・重圏文軒丸瓦 2点（考古資料） - 2003年12月19日指定[15]。
  - 難波宮跡出土鴟尾 1点（考古資料） - 2003年12月19日指定[15]。
  - 難波宮跡出土万葉仮名文木簡 1点（附 土器資料24点）（考古資料） - 2011年4月1日指定[15]。

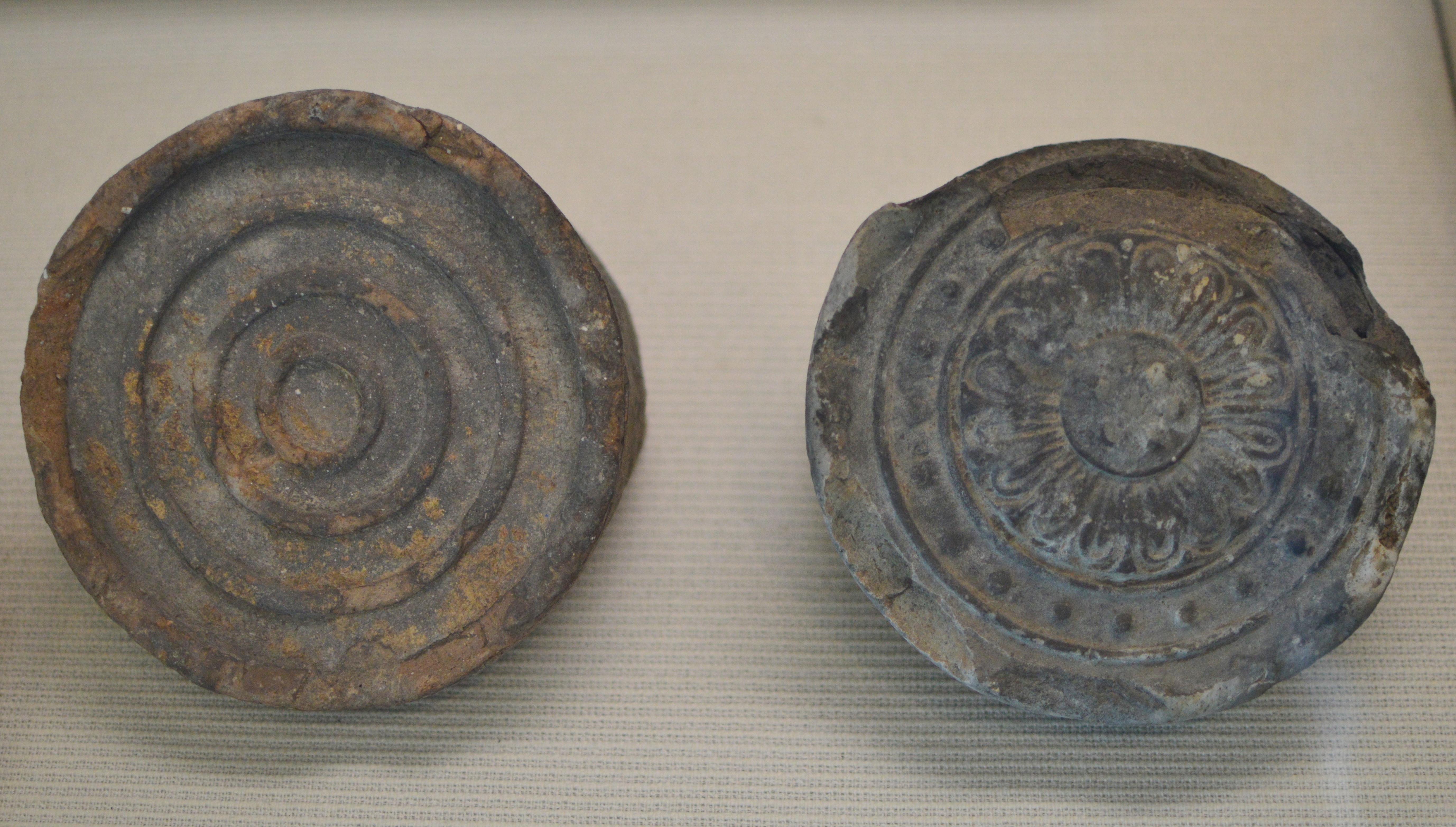
重圏文軒丸瓦・蓮華文軒丸瓦 大阪歴史博物館展示。
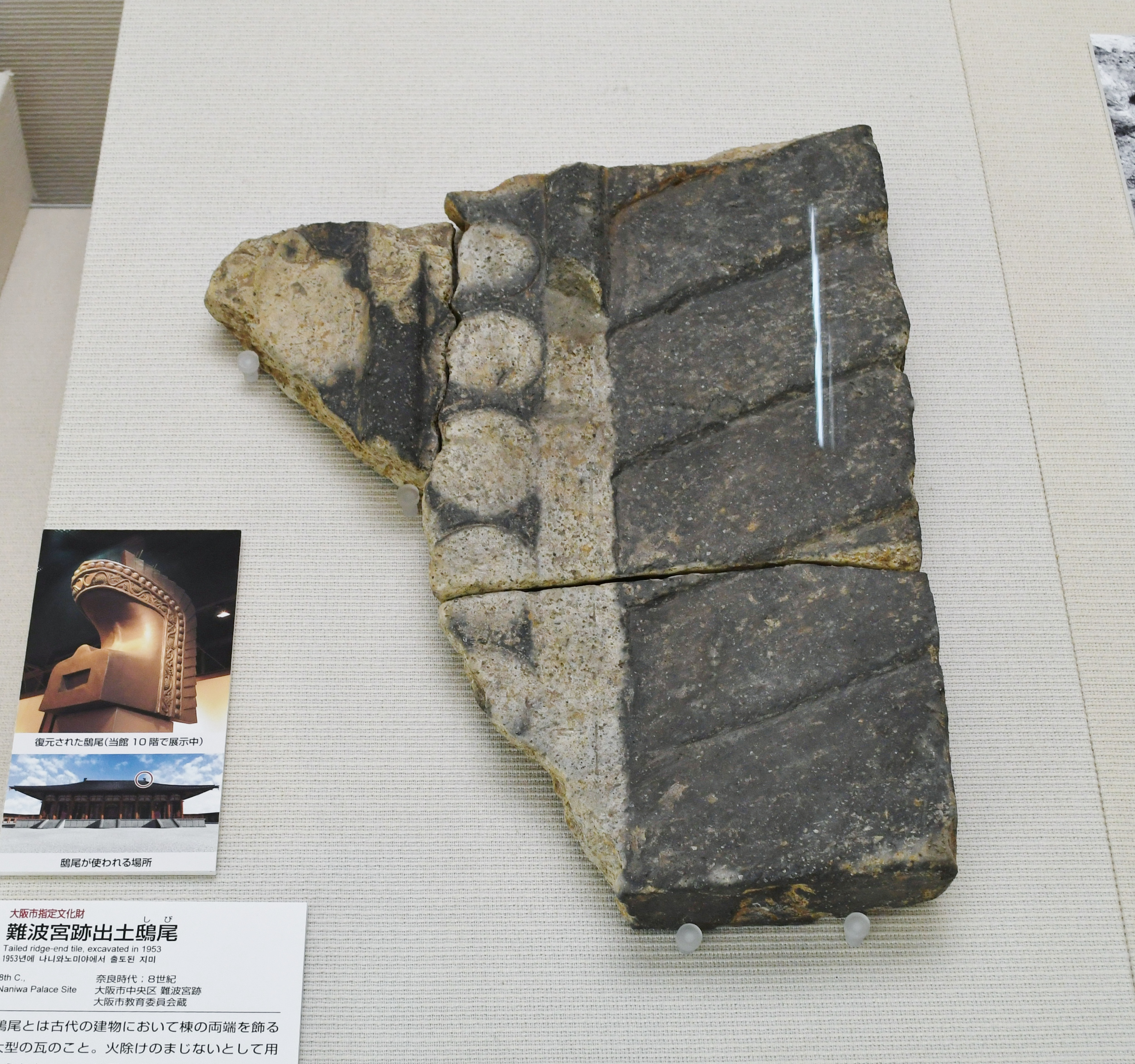
鴟尾 大阪歴史博物館展示。
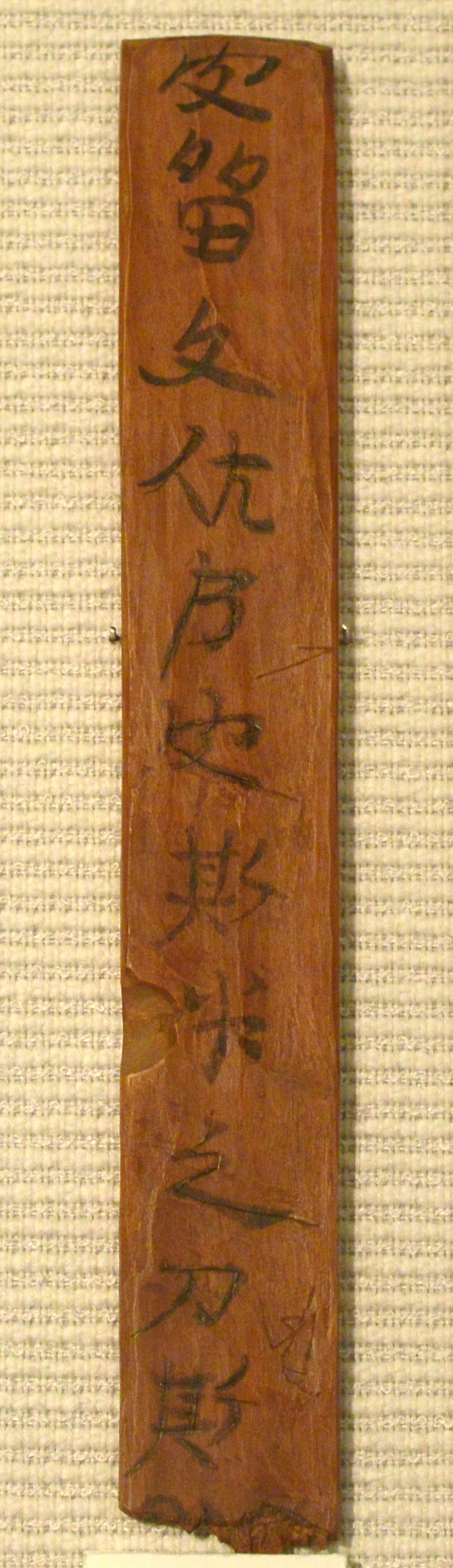
万葉仮名文木簡（複製） 大阪歴史博物館展示。